# Ерфуртський собор
Катедральний собор Пресвятої Богородиці Ерфуртської (нім. Erfurter Dom, Hohe Domkirche St. Marien zu Erfurt) — головний храм Ерфуртської дієцезії Римо-католицької церкви у Німеччині, розташований у столиці Тюрингії місті Ерфурті. Сучасна споруда походить з XII століття, проте на її місці існували церковні споруди з VIII століття. Поруч розташована інша відома святиня — церква святого Севера.
Маючи висоту 81,26 метрів та походячи з раннього середньовіччя, пам'ятка є найбільшою та найдавнішою спорудою міста й належить до стилю так званої інтернаціональної готики.

## Історія
Околиця сучасного катедрального собору була місцем розташування багатьох християнських святинь у минулому, зокрема романської базиліки і церковної зали. У 742 році святий Боніфацій звів церкву на пагорбі, де тепер розташована Ерфуртська катедра. У середині XII століття фундамент первісної церкви був використаний для романської базиліки. А на початку XIV століття пагорб був розширений для того, щоби там розмістити катедру Пресвятої Богородиці.
В Ерфуртському соборі був висвячений Мартін Лютер 3 квітня 1507 року.